# Tresana
Tresana es una localidad italiana de la provincia de Massa-Carrara, región de Toscana, con 2.093 habitantes.

Ubicación de la ciudad de Tresana dentro de la provincia de Massa-Carrara.

## Evolución demográfica
| Gráfica de evolución demográfica de Tresana entre 1861 y 2001 |
|                                                               |
| Fuente ISTAT - Elaboración gráfica por parte de Wikipedia     |